# Chiusanico
Chiusanico – miejscowość i gmina we Włoszech, w regionie Liguria, w prowincji Imperia.
Według danych na rok 2004 gminę zamieszkiwały 612 osoby, gęstość zaludnienia wynosi 47,1 os./km².